# Бельгийский национальный дивизион
Национальный дивизион 1(нид. Eerste Nationale, фр. Nationale 1) - третья по силе футбольная лига Бельгии, после Лиги Жюпилер и Челленджер Про Лиги. До 2016 года носил название Третий бельгийский дивизион. Имеет полупрофессиональный статус футбольной лиги.

## История
Бельгийский национальный дивизион был основан в 2016 году в результате реструктуризации системы бельгийского футбола, проведенной Королевской ассоциацией футбола Бельгии. В результате этой реструктуризации количество профессиональных клубов было сокращено до 24. Лиги, начиная с третьего дивизиона и ниже, получили статус полупрофессиональных и региональных любительских. В лиге играют клубы вылетевшие из Второго бельгийского дивизиона и команды, поднявшиеся из Национального дивизиона В.

## Формат
Матчи проводятся по круговой системе. 28 команд разделены на две группы по 16 и 12 команд соответсвенно. Играется по 2 матча между каждой из команд группы. С сезона 2024–25 Национальный дивизион 1 делится на две группы VV (16 команд) и ACFF (12 команд) соответственно. В первой группе будет сыграно 38 матчей без плей-офф, а во второй группе  будет 22 матча с матчами плей-офф, так как шесть лучших клубов будет бороться за повышение в второй дивизион, а шесть клубов из нижней части будут бороться в  плей-офф за право остаться играть в Национальном дивизионе. 

## Победители
Начиная с сезона 2016/2017 в Национальном дивизионе побеждали следующие команды: 
| Сезон   | Чемпион                 |
| ------- | ----------------------- |
| 2016/17 | Беерсхот                |
| 2017/18 | Ломмел                  |
| 2018/19 | Тессендерло             |
| 2019/20 | Дейнзе                  |
| 2020/21 | не проводился           |
| 2021/22 | Льеж                    |
| 2022/23 | Патро Эйсден Масмехелен |
| 2023/24 | Ла Лувьер               |